# Sickert
Sickert ist eine französische Gemeinde mit 331 Einwohnern (Stand 1. Januar 2022) im Département Haut-Rhin in der Region Grand Est (bis 2015 Elsass). Sie gehört zum Arrondissement Thann-Guebwiller, zum Kanton Masevaux-Niederbruck und zum Gemeindeverband Vallée de la Doller et Soultzbach. Die Bewohner nennen sich Sickertois auf Französisch, der elsässische Spitzname lautet „Kerschaklepfer“.

## Geografie
Die Gemeinde Sickert liegt im Dollertal in den Vogesen und ist Teil des Regionalen Naturparks Ballons des Vosges. Die Doller bildet die südliche Grenze des Gemeindegebietes.
Nachbargemeinden von Sickert sind Masevaux-Niederbruck vom Südwesten bis zum Nordosten, sowie Kirchberg im Westen und Wegscheid im Nordwesten.

## Geschichte
Der Name Sickher (abgeleitet von versickern) taucht erstmals 1482 in Dokumenten der Abtei von Masevaux auf, zu der das Dorf damals gehörte.
Sickert war ein Dorf der Bauern und Weber, man verehrte den Schutzpatron der Weber, den Heiligen Severin. Man nannte die Bewohner „die Biber des Guten Herrn“, weil sie viele Arbeiten im Dorf selbst erledigten. So bauten sie die Mariahilf-Kapelle und deren Erweiterung im Jahr 1962 inklusive der späteren vollständigen Sanierung. Auch die komplette Trinkwasserversorgung wurde von den Einwohnern nach dem Zweiten Weltkrieg installiert.
Von 1871 bis zum Ende des Ersten Weltkrieges gehörte Sickert als Teil des Reichslandes Elsaß-Lothringen zum Deutschen Reich und war dem Kreis Thann im Bezirk Oberelsaß zugeordnet.

### Bevölkerungsentwicklung
| Jahr      | 1910 | 1962 | 1968 | 1975 | 1982 | 1990 | 1999 | 2007 | 2017 |
| Einwohner | 299  | 239  | 254  | 249  | 311  | 308  | 317  | 327  | 327  |

## Kultur und Sehenswürdigkeiten

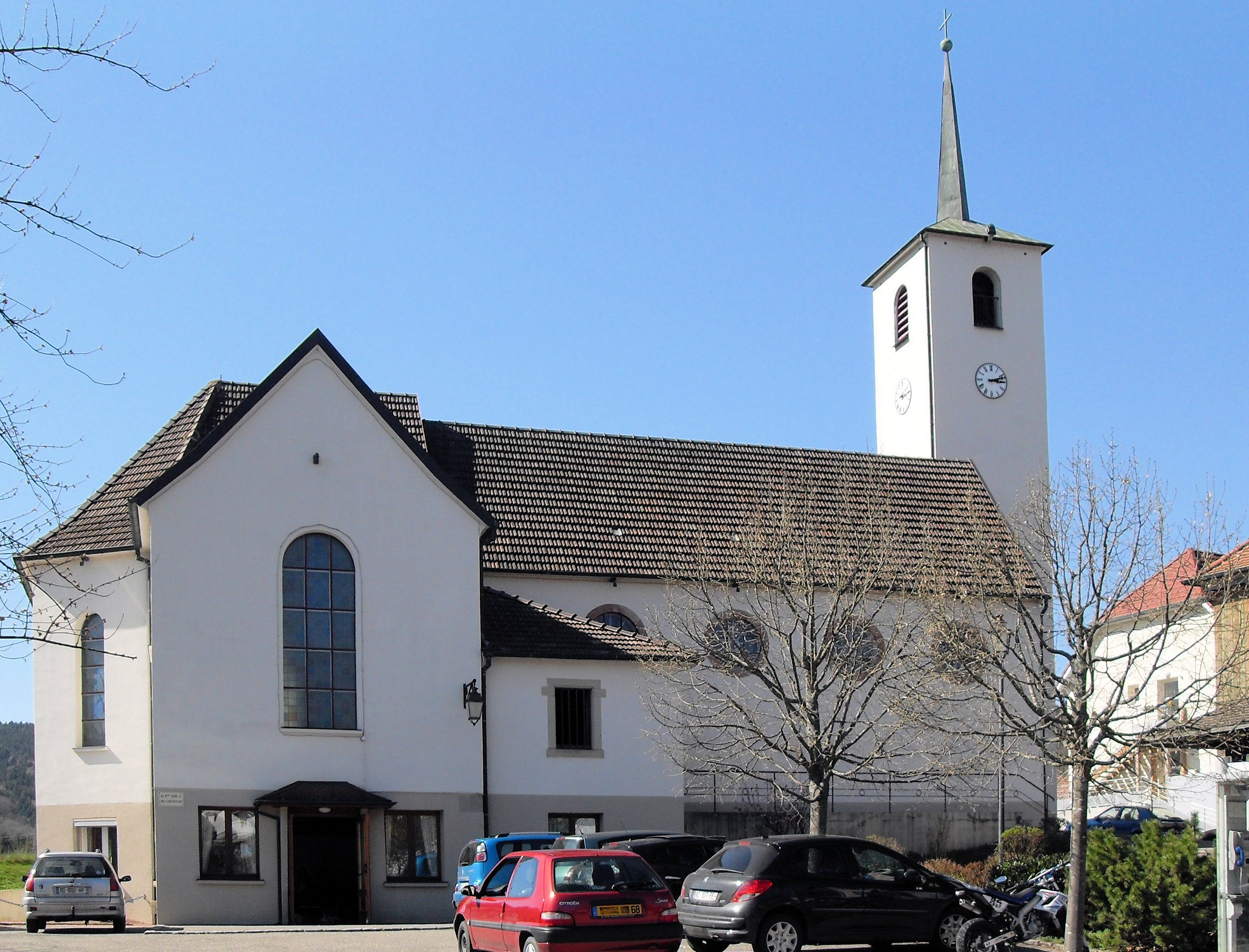
Mariahilf-Kapelle Sickert

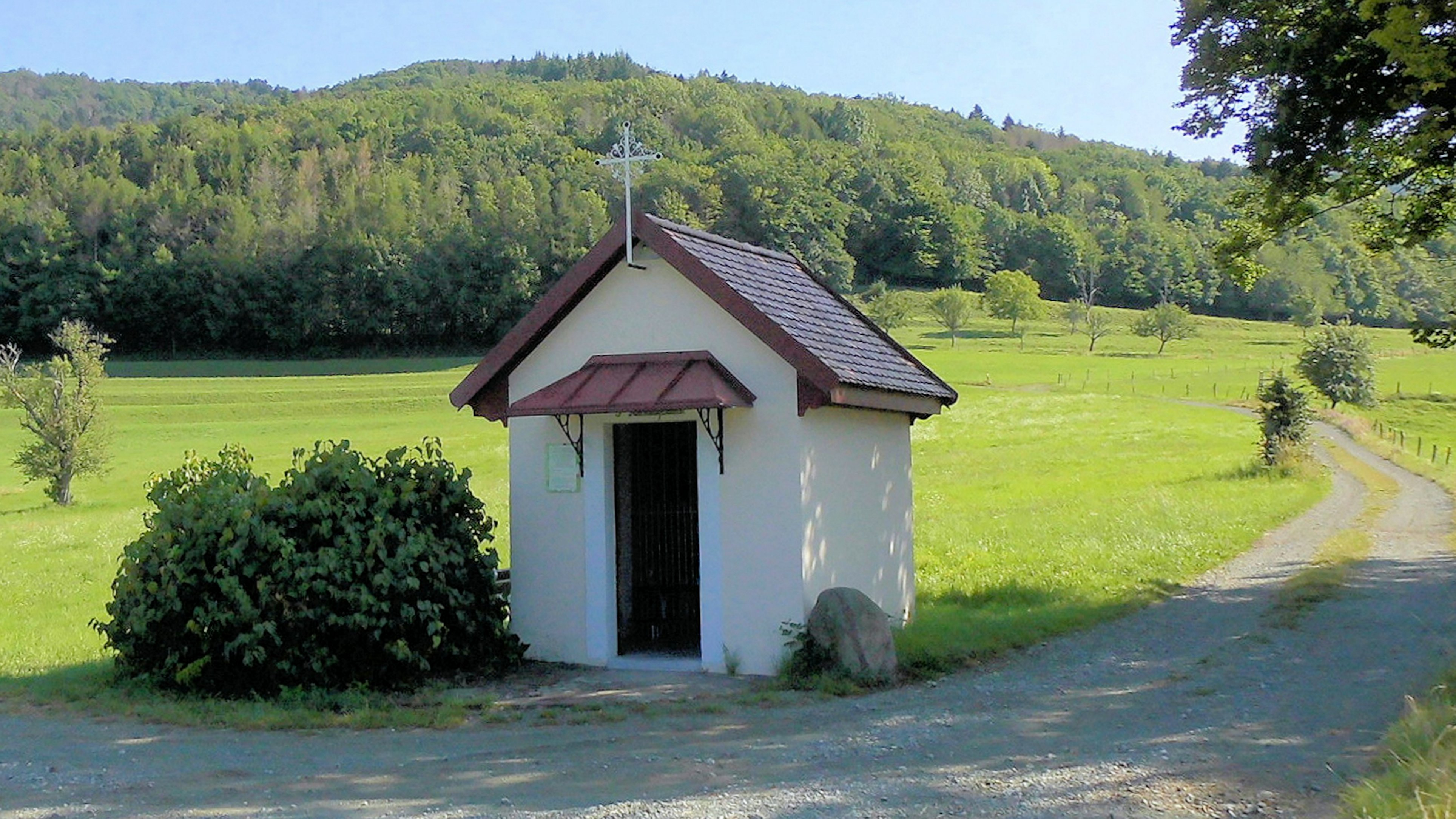
Kutzakapalala

- Mariahilf-Kapelle (Chapelle de la Vierge-Auxiliatrice oder Chapelle Notre-Dame-du-Perpétuel-Secours / Onserer Lieben Frau der Ewigen Hilfe)
- Chapelle des Chouettes (Kauzkapelle oder elsässisch S'Kutzakapalala), nach dem Krieg von 1870 erbaut, der Name kommt von einer Familie aus dem Dorf mit dem Spitznamen D'Kutza; die Marienstatue in der Kapelle wurde von einem Fremden im Wald geschnitzt, der sich damit für seine Beherbergung im Dorf bedankte
- Jedes Jahr findet am ersten Juliwochenende das überregional bekannte Kirschenfest (La fête des cerises) statt.

## Belege
1. ↑  Infotafel am „Kutzakapalala“
2. 1 2  Gemeindeverzeichnis Deutschland 1900 – Kreis Thann